# Luise Henriette Karoline von Hessen-Darmstadt

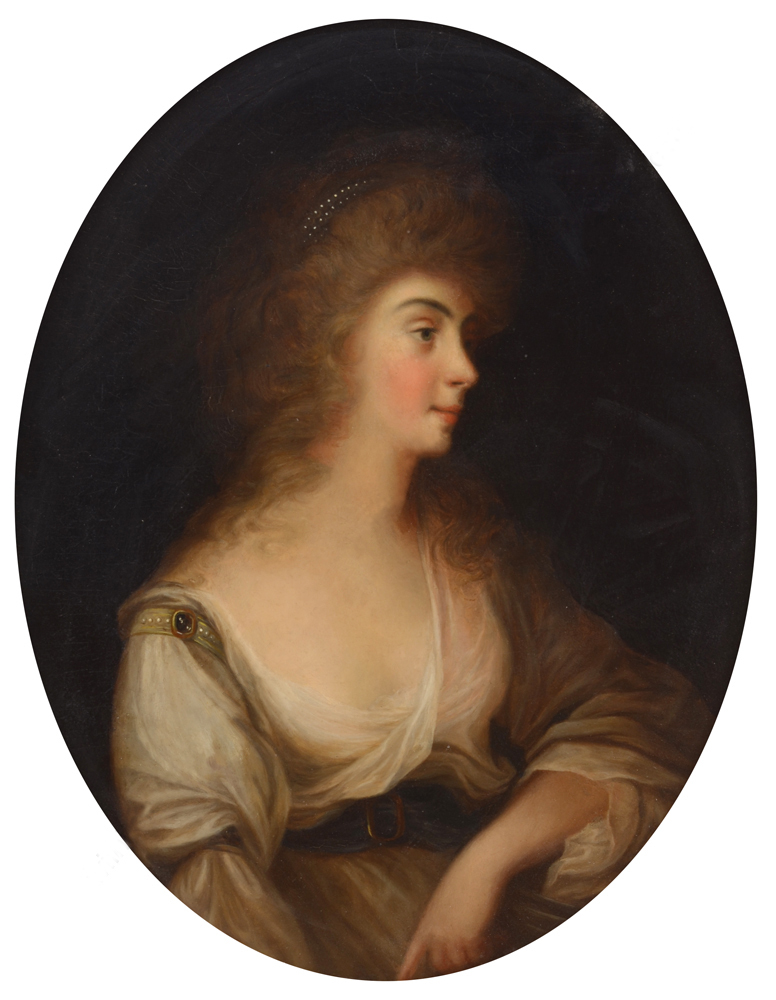
Luise von Hessen-Darmstadt, Großherzogin von Hessen und bei Rhein

Luise Henriette Karoline von Hessen-Darmstadt (* 15. Februar 1761 in Darmstadt; † 24. Oktober 1829 in Auerbach) war durch Heirat die erste Großherzogin von Hessen und bei Rhein.

## Leben

Anordnung der Landestrauer wegen des Todes von Großherzogin Luise im Großherzoglich Hessisches Regierungsblatt

Luise war eine Tochter des Prinzen Georg Wilhelm von Hessen-Darmstadt (1722–1782) aus dessen Ehe mit Luise (1729–1818), Tochter des Grafen Christian Karl Reinhard zu Leiningen-Dagsburg.
Die Prinzessin gehörte 1770 zum Gefolge von Marie-Antoinette, als diese zu ihrer Vermählung nach Frankreich reiste. Mit der französischen Königin stand Luise bis 1792 in Briefwechsel.
Luise heiratete am 19. Februar 1777 in Darmstadt ihren Cousin, den damaligen Erbprinzen Ludwig von Hessen-Darmstadt (1753–1830). Ihr Mann regierte seit 1790 als Landgraf Ludwig X. in Hessen-Darmstadt und wurde 1806 als Ludwig I. erster Großherzog von Hessen und bei Rhein.
Luise verbrachte die Sommermonate seit 1783 regelmäßig im Staatspark Fürstenlager, wo sie 1829 auch starb. Hier wirkte sie wohltätig auf die Bevölkerung Auerbachs. Die Großherzogin wurde als gebildet, im Volk verehrt und liebenswürdig beschrieben. An ihrem Hof verkehrte Johann Wolfgang von Goethe und in ihrem Salon las Friedrich Schiller aus seinem Don Carlos. 
Politisch war die Landgräfin gegen den Emporkömmling Napoleon eingestellt. Einer durch sie eingeleitete Intrige gegen den frankreichfreundlichen Staatsminister Carl Ludwig von Barckhaus gen. von Wiesenhütten 1805 führte die hessen-darmstädtische Politik in den Versuch, neutral zu bleiben, was die Landgrafschaft an den Rand des Untergangs manövrierte. Erst das erneute Umschwenken des Landgrafen in letzter Minute auf die französische Seite 1806 konnte das gerade noch verhindern.
Nach ihrem Tod wurde Luise, ebenso wie später ihr Ehemann, in der landgräflichen Gruft in der Stadtkirche bestattet. 1910 wurden ihre Särge in das Alte Mausoleum im Park Rosenhöhe überführt.
Nach Luise sind die Luisenstraße und der Luisenplatz in Darmstadt benannt.

## Nachkommen
Aus ihrer Ehe hatte Luise folgende Kinder:
- Ludwig II. (1777–1848), Großherzog von Hessen und bei Rhein

⚭ 1804 Prinzessin Wilhelmine Luise von Baden (1788–1836)
- Louise (1779–1811)

⚭ 1800 Prinz Ludwig von Anhalt-Köthen (1778–1802)
- Georg (1780–1856)

⚭ (morg.) 1804 Caroline Török de Szendrő (1786–1862), „Freifrau von Menden“ 1804, „Gräfin von Nidda“ 1808, „Prinzessin von Nidda“ 1821; (geschieden 1827)
- Friedrich (1788–1867)
- Emil (1790–1856)
- Gustav (1791–1806)